# AOC (média)
Pour les articles homonymes, voir AOC (homonymie).
 (avril 2022).
Si vous disposez d'ouvrages ou d'articles de référence ou si vous connaissez des sites web de qualité traitant du thème abordé ici, merci de compléter l'article en donnant les références utiles à sa vérifiabilité et en les liant à la section « Notes et références ».
AOC (Analyse Opinion Critique) est un journal en ligne édité par Sylvain Bourmeau (directeur) et Cécile Moscovitz (secrétaire générale de la rédaction).
Le journal se veut être un « quotidien d’idées numérique ». Sont publiées chaque jour une analyse, une opinion et une critique culturelle, écrites par des universitaires, des écrivains, des intellectuels, des journalistes amateurs, car le journal tient à publier des personnes qui ne sont pas des journalistes « professionnels », considérant que le journalisme est accessible à tous,. AOC compte à ce jour plus de 3 500 articles publiés signés par 1 700 auteurs.

## Historique
Le journal AOC [Analyse Opinion Critique] a été lancée le 25 janvier 2018, à l’occasion de la Nuit des idées,. Une campagne de financement participatif a été soutenu par plusieurs centaines de personnes. Son inauguration à la Bibliothèque nationale de France conviait plusieurs personnalités du monde littéraire, universitaire et médiatique, comme Hélène Cixous, Vincent Message et Gisèle Sapiro[source secondaire nécessaire]. 
Le journal fonctionne sur abonnement, sur le modèle des « micro-média »,.
En septembre 2021, le journal s’est entouré de quatre éditeurs associés, Océane Ragoucy, Jean-Marie Durand, Julie Gacon et Benjamin Tainturier[source secondaire nécessaire].
En février 2022, AOC a participé à la création du collectif Stop Bolloré pour lutter contre la concentration des médias et de l’édition.
La version papier du média est lancée fin mars 2025.

## Activité éditoriale
En plus de la publication quotidienne d’articles en ligne, AOC a lancé deux collections d’ouvrages papiers : 
La première, la collection "Cahier" co-éditée avec les éditions La découverte.
La seconde, « Les Imprimés d’AOC », est lancée en décembre 2020. Elle a vocation à donner une seconde vie à des articles de référence, dans l’esprit des brochures du XVIIIe siècle, et compte à ce jour une dizaine de titres, certains regroupant deux textes tête-bêche.
En 2025, le média comptabilise 6000 textes rédigés par 2700 contributeurs.

### Autres articles
- Laure Besnier, « Analyse Opinion Critique : AOC, nouveau média littéraire ? », sur ActuaLitté.com, 19 octobre 2017 (consulté le 24 février 2022)
- Frédéric Martel et Zoé Sfez, « Ebdo, Le Média, AOC, Monkey, Unsighted : où vont tous ces nouveaux médias ? », sur Soft Power (France Culture), 26 novembre 2017 (consulté le 24 février 2022)
- Sabine Audrerie, « AOC, nouveau média Internet plein d'idées », sur La Croix, 31 janvier 2018 (consulté le 24 février 2022)
- « Sylvain Bourmeau : Il est devenu impérieux de pouvoir formuler autrement les questions que pose l’actualité », sur Wellcom.fr, 8 janvier 2018 (consulté le 24 février 2022)
- Sonia Devillers, « Le journaliste Sylvain Bourmeau lance "AOC", un nouveau quotidien en ligne », sur France Inter, 26 janvier 2018 (consulté le 24 février 2022)